# جون س. مون
جون س. مون (بالإنجليزية: John C. Munn)‏ هو ضابط أمريكي، ولد في 17 أكتوبر 1906 في بريسكوت في الولايات المتحدة، وتوفي في 14 أبريل 1986 في إنسينيتاس في الولايات المتحدة.